# BIAG Zukunft

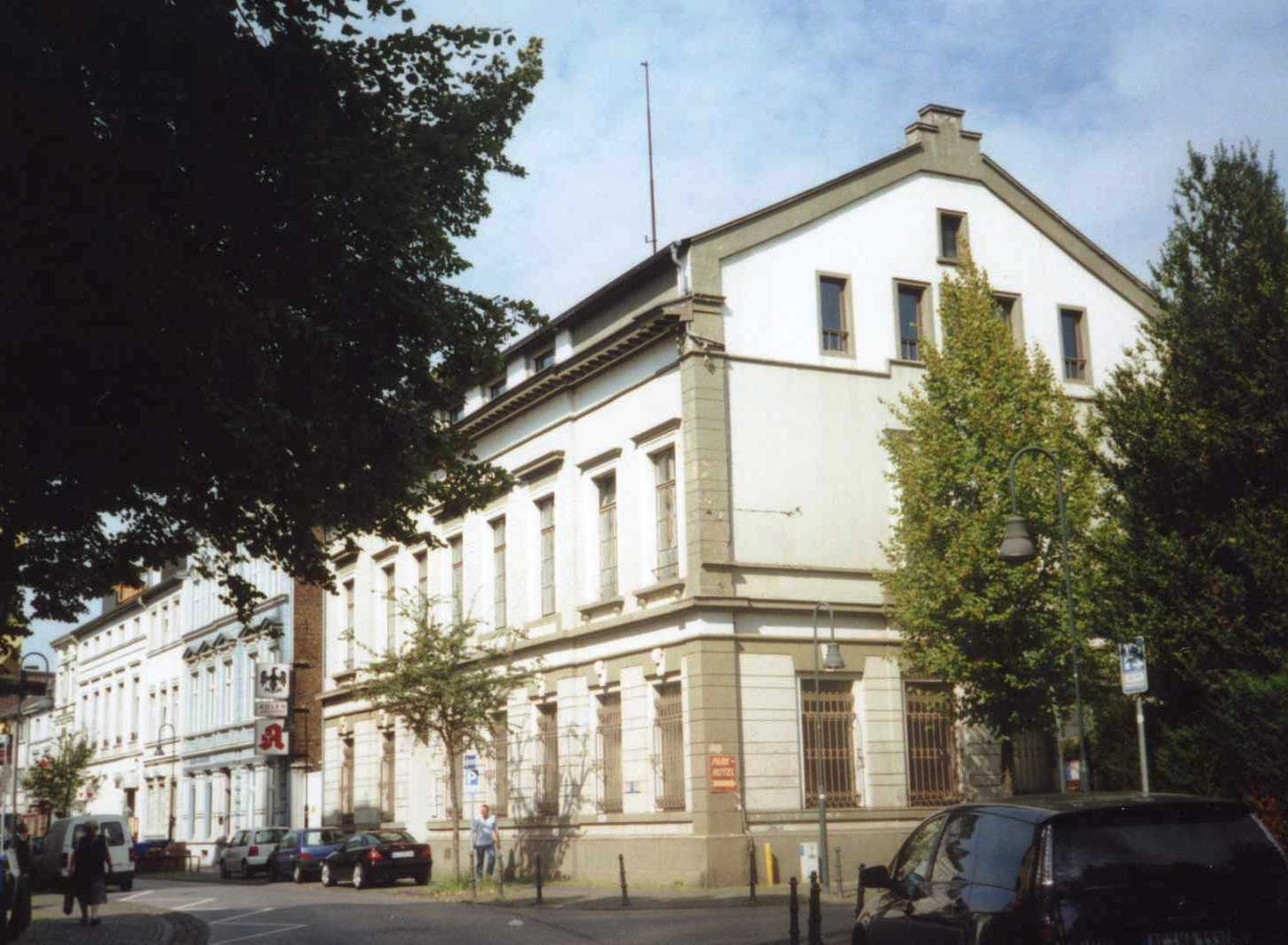
Der Kirschenhof

Die BIAG Zukunft (Braunkohlen-Industrie-Aktien-Gesellschaft Zukunft) war ein Montanunternehmen im Rheinischen Braunkohlerevier mit Sitz in Eschweiler.

## Geschichte
1819 wurde Braunkohle auf dem Rittergut des Freiherrn von Goltstein in Lucherberg bei Inden zwischen Jülich und Eschweiler gefunden. 1826 nahm die „Goltstein-Grube“ den Betrieb mit einer Jahresproduktion von 100.000 bis 150.000 Klütten auf. Sie wurde 1869 stillgelegt. Die Goltsteinkuppe und „Goltsteinstraße“ zwischen Lucherberg und Lamersdorf erinnern noch heute an sie. Auf die Goltsteinkuppe wurde 2009 der Indemann, Symbol des Indelandes, errichtet.
Von 1839 bis 1841 wurden beim Bau der Eisenbahnlinie Köln – Düren – Aachen eine Reihe von Braunkohlelagern angeschnitten, und 1860 begann der Abbau von Braunkohle in Niederbardenberg (heute Stadtteil von Herzogenrath). Die Grube erhielt später den Namen „Maria Theresia“ und wurde von der BIAG Zukunft übernommen.
Bis 1898 wurden mehrere Konzessionen beantragt und Kohle im Untertagebau mit einer Förderung bis 2500 t pro Jahr gewonnen. 1897 begann die „Gewerkschaft Lucherberg“ erneut mit dem Abbau und mit der Brikettproduktion und gewann bis 1909 75.000 t Briketts. 1907 wurde der erste Schrämmbagger – der sogenannte „Eiserne Bergmann“ – in der Ville westlich von Köln eingesetzt.

### Gründung der BIAG Zukunft

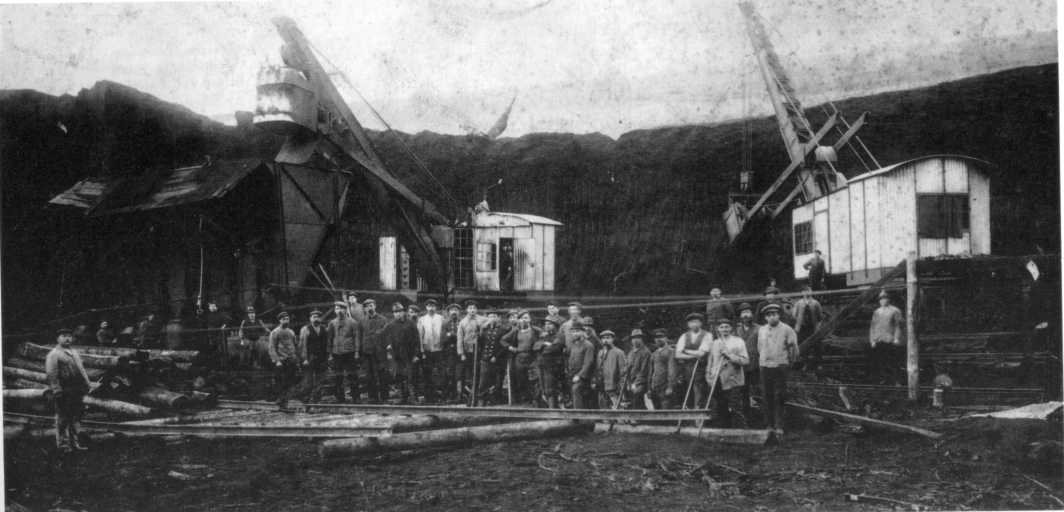
Tagebau Zukunft 1912

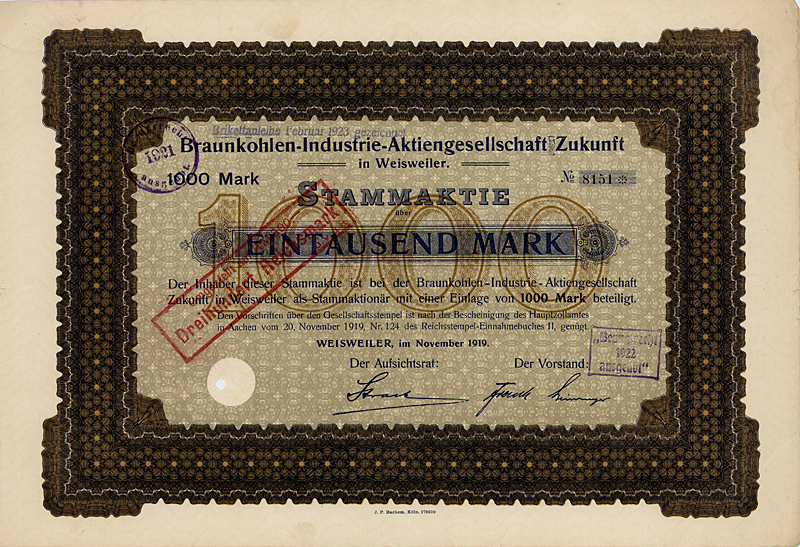
Aktie über 1000 Mark der Braunkohlen-Industrie-AG Zukunft vom November 1919

Am 7. Februar 1913 erfolgte die Gründung der Braunkohlen-Industrie-AG (BIAG) Zukunft als Zusammenschluss verschiedener Gewerkschaften. Das Anlagevermögen betrug 7,5 Millionen Reichsmark, und ihr Ziel war der Bau eines Elektrizitätswerkes. 1915 erfolgte die Verlegung der BIAG Zukunft von Köln nach Eschweiler in das Gebäude des früheren Kirschenhofes Ecke Dürener-/Parkstraße. 1957 zog die Hauptverwaltung der BIAG Zukunft innerhalb von Eschweiler vom Gebäude Kirschenhof in den wenige 100 Meter entfernten Neubau in der Peter-Paul-Straße ein. Seit 2000, nach dem Auszug der BIAG Zukunft, wurde das Gebäude zum sogenannten „City-Haus“ mit der Nebenstelle des Amtsgerichts Eschweiler sowie mehreren Dienstleistungsunternehmen und Anwaltspraxen.
Das Rheinisch-Westfälische Elektrizitätswerk (RWE) erwarb 1922 die Mehrheitsbeteiligung an der BIAG Zukunft, welche im Westen des Rheinlands ein eigenes Kraftwerk besaß. 1935 wurde das 20 Hektar große Tagebaufeld „Zukunft-West“ zwischen Kinzweiler und Weisweiler erschlossen, wobei ausgedehnte landwirtschaftliche Nutzflächen beansprucht wurden. Eine Änderung des „Allgemeinen Deutschen Berggesetzes“ ermöglichte 1937 die Umsiedlung ganzer Dörfer wie Erberich, Langendorf, Langweiler, Laurenzberg, Lohn, Lürken, Pattern und Pützlohn. Im Zweiten Weltkrieg stand 1944 die Kohle aufgrund der Kämpfe um Aachen, Eschweiler und Weisweiler in Brand, und das Kraftwerk musste stillgelegt werden. 1948 wurde der „Verein Rheinische Braunkohlenwerke e. V.“, zu dem sich 14 Unternehmen zusammenschlossen, gegründet, und am 25. April 1950 trat das Gesetz über die Gesamtplanung im Rheinischen Braunkohlenrevier (Braunkohlengesetz BrKG) und die Gründung des Braunkohlenausschusses (BKA) als Planungsausschuss für das Braunkohlerevier in Kraft. Die Rekultivierung wurde gesetzlich geregelt. 1950 wies die BIAG Zukunft 5 Mio. t Jahresförderung und 1 Mio. t Brikettierkapazität auf. Die Lagerstättenverhältnisse erzwangen in diesem Jahr ein Umdenken, die Entscheidung für wenige Großtagebaue in Form von Tieftagebauen fiel und ein neues Abbaukonzept bis 2000 entstand. Diese Entscheidung hatte einen größeren Flächenbedarf zur Folge und bedeutete die Umsiedlung weiterer Dörfer sowie die anschließende Rekultivierung der Tagebauflächen.
1955 kam der erste 100.000er Bagger im Tagebau „Fortuna“ zum Einsatz; ferner wurde das Kraftwerk Weisweiler gebaut, ein Braunkohlekraftwerk mit sechs Blöcken und einer Grundlast von 2093 Megawatt Nettostromerzeugung. 1956 begann dann die landwirtschaftliche Rekultivierung im ehemaligen Tagebau „Zukunft-West“.

### Gründung der Rheinbraun

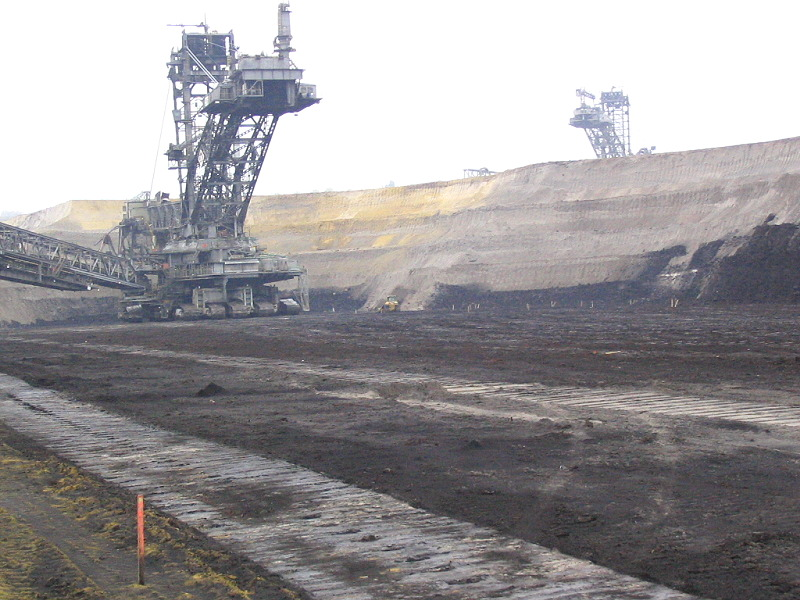
Tagebau Inden 2003

1959 und 1960 kam es zur Gründung der „Rheinischen Braunkohlenwerke AG“: fünfzehn verschiedene Braunkohlebergbauunternehmen fusionierten oder wurden von größeren Unternehmen aufgekauft. Die Fusion der vier großen Braunkohleunternehmen war der Höhepunkt dieser Entwicklung. 1960 wurden die „Rheinische Aktiengesellschaft für Braunkohlebergbau und Brikettfabrikation“ in Köln (RAG), die „Braunkohlen- und Brikettwerke Roddergrube AG“ in Brühl, die BIAG Zukunft in Eschweiler und die „Braunkohlenwerke Neurath AG“ in Düsseldorf zur „Rheinischen Braunkohlenwerke AG“ (Rheinbraun) mit Sitz in Köln vereinigt.
Am 10. Mai 1962 wurde im Zusammenhang mit dem Tagebau „Zukunft-West“ die Umsiedlungsfläche für Lohn/Pützlohn festgelegt. Außerdem folgte das Flurbereinigungsverfahren für Hehlrath. Am 6. Juli 1966 wurden die Umsiedlungsflächen für Langweiler festgelegt, 1974 das Flurbereinigungsverfahren für Kinzweiler, 1982 für Warden/Niedermerz und 1984 für Fronhoven/Lohn (Neu-Lohn). 1969 endete der Abbau im Tagebau „Maria Theresia“.
Ab Oktober 1963 wurde Direktor Köhler (Frechen) zum Leiter der zusammengefassten Werksbereiche Zukunft/Inden ernannt und gleichzeitig zum Stellvertreter des Gruppendirektors der Gruppe West bestellt. Vom gleichen Zeitpunkt an übernahm Direktor Thiede (Inden) die Leitung des Tagebaus Frechen. Mit Sonderaufgaben bei der Gruppenverwaltung Süd wurde ab Oktober 1963 Direktor Freckmann (Zukunft) beauftragt.
Am 1. Juli 1966 wurde die Gruppe Nord und Mitte zu einer Gruppe mit der Bezeichnung „Gruppe Nord-Mitte“ vereinigt. Die Leitung des Bereichs Bohrbetrieb und Wasserwirtschaft (BOWA) übernahm Betriebsdirektor Freckmann.
Am 12. November 1979 stellte die Rheinbraun den Antrag auf Verbindlichkeitserklärung für den Tagebau Inden nordöstlich von Eschweiler, und vom 28. desselben Monats datiert das Landesplanungsgesetz mit integrierter Braunkohlenplanung. Vom 13. April bis 25. Mai 1982 erfolgte die öffentliche Auslage des Braunkohlenplanentwurfes „Zukunft-West“, vom 26. April bis 26. Juni 1982 die öffentliche Auslage des Braunkohlenplanentwurfes „Inden I“. Beide Pläne wurden am 24. Juni 1983 beschlossen, am 23. Januar 1989 ebenso der Braunkohlenplan Inden II.

## Franz Gessen
Franz Gessen (* 26. März 1891 Eschweiler-Hehlrath; † 11. November 1969 ebenda) war langjähriger Arbeitsdirektor der BIAG „Zukunft“. In Anerkennung der Werkshilfe bei dem Bau von Betriebswohnungen wurde 1957 in Weisweiler die „Franz-Gessen-Straße“ nach ihm benannt.